# Lighthouse Beach (Pafos)
Lighthouse Beach, nazývaná také Faros Beach a česky lze přeložit jako Majáková pláž, je převážně písečná, ale i skalnatá, veřejná pláž na pobřeží Středozemního moře ostrova Kypr ve městě Pafos v distriktu Pafos v Kyperské republice.

## Další informace
Lighthouse Beach se nachází u zátoky v západní části města Pafos. Kvalitou vody, která je zde v sezóně pravidelně kontrolovaná, patří mezi výborné pláže. Pláž je celoročně volně přístupná a vybavená převlékárnami, sprchami, půjčovnami, barem Lighthouse Beach Bar, sportovišti aj. Patří mezi klidnější pláže a v sézóně je hlídaná. Tato populární pláž je písečná, ale v okolí a ve vodě se vyskytují četné skály. Ve vodě nejsou vlnolamy a i při slabším větru se zde tvoří vlny, které mohou ztížit plavání a někdy vyplavují na břeh mořské rostliny. Pláž, která se nachází pod proménádou Lighthouse coastal broadwalk a pod útesy archeologické lokality Paphos Archaeological Park (Archeologický park Pafos), získala své jméno podle blízkého majáku Pafos.

## Galerie

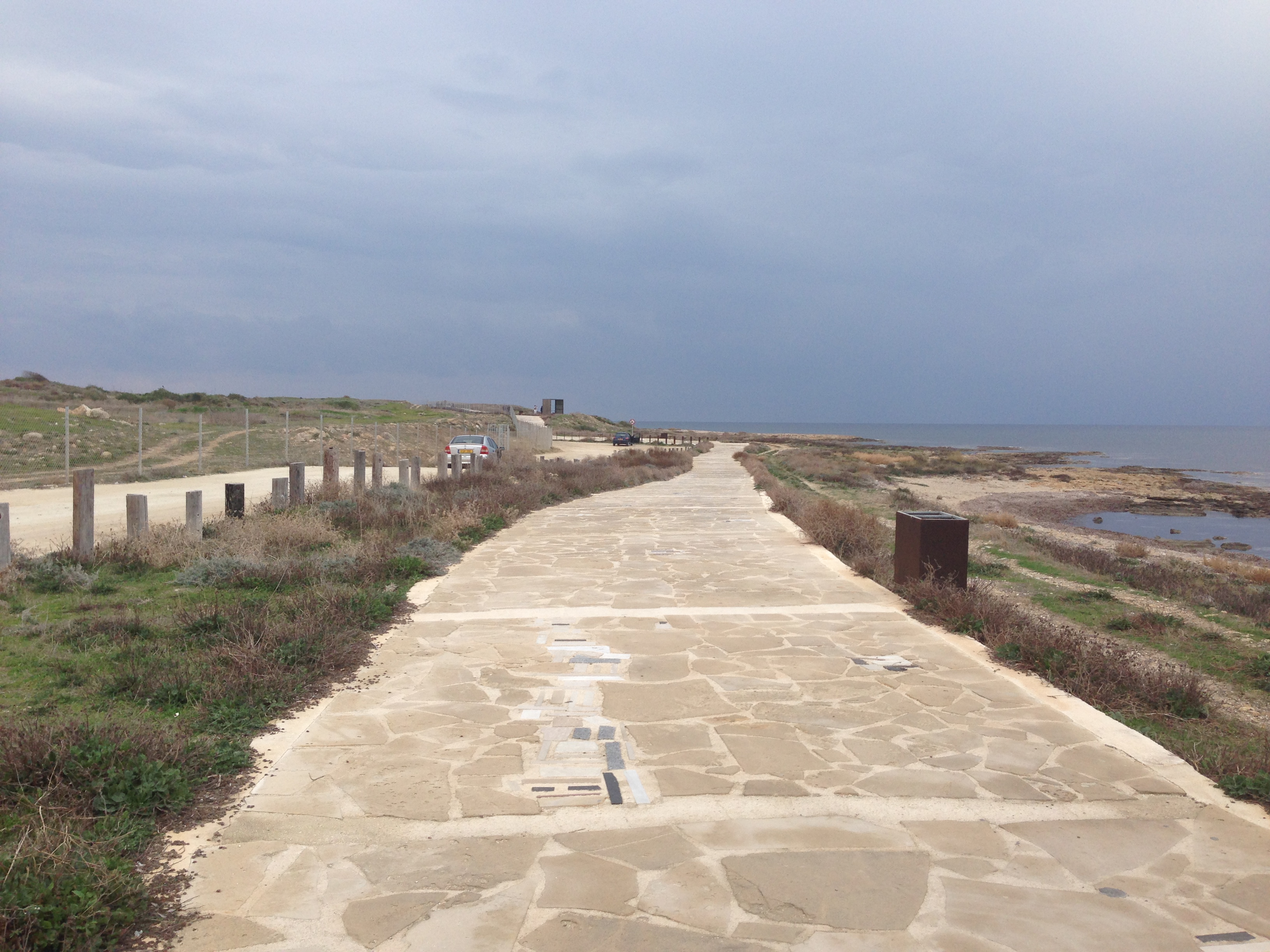
Silnice a chodník podél pláže